# Øvergård
Øvergård (en same du Nord : Johkamohkki) est une localité du comté de Troms, en Norvège.

## Géographie
Administrativement, Øvergård fait partie de la kommune de Balsfjord.